# Infoseek
Infoseek a été une société éditrice d'un moteur de recherche sur Internet, fondée en 1994 par Steve Kirsch.
Elle a été rachetée en 1999 par Disney. La technologie et les actifs de la société ont été fusionnés avec ceux de Starwave pour former le portail Go.com (voir ci-dessous les modalités exactes).
Infoseek comprenait un système très complexe de recherche, incluant des modificateurs booléens comme les très basiques « OU » et « NON », jusqu'aux parenthèses et guillemets, et était capable de dire que vous vouliez faire apparaître un mot ou une phrase parmi N fois les mots d'un autre mot ou phrase. Infoseek avait été surnommé le big yellow (grand jaune) par analogie avec les pages jaunes mais cela avant le raz de marée de Google. Il a été fermé en 2011.

## Histoire
- Janvier 1994. La société Infoseek Guide est fondée par Steven Kirsch à Sunnyvale, en Californie. C'est un service à l'origine payant, mais il devint gratuit en août 1994.

- Février 1995. Le moteur Infoseek Search est lancé.

- Juin 1996. La société est cotée en bourse.

- Novembre 1996. Elle propose le produit Ultrasmart/Ultraseek (ensuite géré par la filiale Ultraseek Corporation) .

- Septembre 1997. Le nombre de visiteurs par mois du site atteint 7,3 millions.

- Octobre 1997. En raison de l'affluence, le site reçoit un nouveau design et il commence à utiliser des chaînes pour organiser l'information en répertoires.

- Mars 1998. Un nouveau module de recherche avancée est lancé.

- Eté 1998. Le 18 juin 1998, Disney annonce son intention d'acheter 43 % de Infoseek[1]. Le même jour, les deux sociétés annoncent le développement d'un portail baptisé Go Network sur le domaine Go.com[1]. Le rachat d'Infoseek est finalisé le 18 novembre 1998 avec en contrepartie le rachat de Starwave Corporation par Infoseek[2]. Le groupe comprend aussi la franchise ESPN.com et le site ABCNews.com.

- En septembre 1998, l'interface du site est refondue pour donner une combinaison de sites Web vérifiés manuellement et de résultats du moteur de recherches.
- Octobre 1998. Selon un accord de 2 ans, Infoseek prend la place de Excite comme moteur de recherche par défaut pour la WebTV de Microsoft.
  - de plus - les actionnaires approuvent l'alliance avec Disney et le rachat de Starwave.
  - et aussi - lancement du logiciel gratuit Infoseek Express.

- Mai 1999. La fonction 'Similar Search' est ajouté et les termes recherchés sont mis en surbrillance dans le titre et la description.

- Juin 1999. Infoseek annonce que la technologie RealNames sera ajoutée en septembre.

- Le 12 juillet 1999, Infoseek et la Walt Disney Company annonce la fusion de Walt Disney Internet Group avec Infoseek pour former Go.com[2]. La transaction doit être complète à la fin de 1999. Disney aura ainsi 72 % de Go.com. Les autres sites de Disney sont Disney.com, Family.com, ABC.com, ABCNews.com, ESPN.com.

- Septembre 1999. La fonction RealNames est implémentée (l'entrée d'un simple mot clé dans la barre d'adresse envoie vers le site de la société).

- Le 17 novembre 1999, l'acquisition totale d'Infoseek par Disney est approuvée par les actionnaires des deux sociétés[3].